# カレル・ピターク
カレル・ピターク（Karel Piták、1980年1月28日 - ）は、チェコ（旧チェコスロバキア）・フラデツ・クラーロヴェー出身の元同国代表サッカー選手、サッカー指導者。現役時代のポジションはミッドフィールダー。

## 経歴
SKフラデツ・クラーロヴェーではフォワードとしてプレーしていたが、SKスラヴィア・プラハに移籍後は主に攻撃的ミッドフィールダーとしてプレー。
同クラブでの主力選手としての活躍が認められ、2006年の夏にオーストリア・ブンデスリーガに属するレッドブル・ザルツブルクへ移籍。
ザルツブルクでは攻撃力のある右サイドのスペシャリストとして主に中盤でプレーしているが、時折右サイドバックとしても試合に出場している。
2016-17シーズンよりČFL（チェコ3部）のFCオリンピア・フラデツ・クラーロヴェーに加入することが発表された。
2002年に開催されたUEFA U-21欧州選手権では、U-21チェコ代表の主力メンバーとして優勝している。2006年3月にチェコA代表デビューを果たした。

## タイトル

### クラブ
RBザルツブルク
- オーストリア・ブンデスリーガ : 2006-07, 2008-09, 2009-10

FKバウミト・ヤブロネツ
- ポハール・チェスケー・ポシュスティ : 2012-13
- チェスキー・スペルポハール : 2013

### 代表
チェコ U-21
- UEFA U-21欧州選手権 : 2002